# Joachim Friedrich Wilhelm Neander von Petersheiden
Joachim Friedrich Wilhelm Neander, ab 1801 Neander von Petersheiden, (* 24. April 1743 in Labes in Hinterpommern; † 27. Oktober 1817 in Berlin) war preußischer Generalmajor und zuletzt Inspekteur der Artillerie. Er wurde am 22. Januar 1801 in den Adelsstand erhoben.

## Leben

### Herkunft
Seine Eltern waren Christian Philipp Neander (* 1712; † 15. Mai 1762) und dessen Ehefrau Charlotte Christiane Dittmar. Sein Bruder Johann Christoph († 5. Oktober 1821) starb als Oberst und Direktor der Artillerie- und Ingenieurschule, ein weiterer Bruder Gottlieb Karl (* 5. Dezember 1761; † 30. April 1842) starb als Hauptmann der Artillerie, Erfinder und hatte sich in Berlin u. a. mit der Verbesserung der Berliner Straßenbeleuchtung und dem Aufbau des Friedrichsstifts verdient gemacht.

### Militärlaufbahn
Am 10. März 1762 kam er als Kanonier zur preußischen Artillerie. Während des bereits laufenden Siebenjährigen Krieges kämpfte er bei der Belagerung von Schweidnitz, in der Schlacht bei Reichenbach und im Gefecht bei Burkersdorf. Noch 1763 wurde er zum Feuerwerker befördert.
Am 15. September 1764 wurde er Seconde-Lieutenant und nahm auch als solcher 1778/79 am Bayrischen Erbfolgekrieg teil. Dann am 3. September 1783 wurde er zum Premier-Lieutenant im 3. Artillerie-Regiment ernannt. Am 1. Dezember 1786 wurde er Stabshauptmann und am 22. November 1792 Hauptmann und Kompaniechef. Im Ersten Koalitionskrieg kämpfte er bei der Belagerung von Mainz (1793). Nach dem Krieg wurde er am 11. April 1795 Major. Ein Angebot, in hessen-kasselsche Dienste zu wechseln, lehnte er ab. Für seine Verdienste wurde er dann am 22. Januar 1801 in der Adelsstand erhoben. Kurz danach am 7. Mai 1801 wurde er Oberstleutnant und am 20. Mai 1805 Oberst. Er nahm auch am Vierten Koalitionskrieg teil. Nach dem Frieden von Tilsit wurde er am 8. September 1807 Inspekteur der Artillerie. Am 25. Dezember 1808 wurde er als Direktor zur 3. Division des Allgemeinen Kriegsdepartements versetzt. Er wurde am 22. Juni 1810 zum Generalmajor ernannt, musste aber vom Posten des Direktors zurücktreten. Am 11. August 1810 trat er auch von der Artillerie-Inspektion zurück. Am 10. März 1812 erhielt er noch den Roten Adlerorden 3. Klasse, bevor er am 20. Januar 1813 seinen Abschied mit einer Pension von 1200 Talern erhielt. Aber in Vorbereitung der Befreiungskriege übernahm er am 6. März 1813 die Inspektion der Waffen und des Geräts. Nach dem Krieg am 7. September 1814 wurde er wieder in den Ruhestand versetzt.
Er starb am 27. Oktober 1817 in Berlin und wurde am 30. Oktober 1817 auf dem Garnisonfriedhof beigesetzt.

### Familie
Er heiratete am 27. Oktober 1795 Johanna Friederike von Wenzel (* 1. Oktober 1747; † 15. Januar 1815) verwitwete von Merkatz.